# Гробница Антиоха I Коммагенского
Гробница Антио́ха I Коммагенского (арм. Անտիոք Ա թագավորի դամբարան), более известная как Святилище на горе Немрут; внесена в официальный русскоязычный список Всемирного наследия ЮНЕСКО под названием Археологические находки на горе Немрут-Даг — гробница, построенная царём Коммагены Антиохом I Коммагенским из армянской династии Ервандидов в качестве своей усыпальницы на вершине горы Немрут в Таврских горах на территории современной Турции в иле Адыяман. Находится на высоте 2150 метров над уровнем моря.

## Описание
Комплекс на горе Немрут представляет собой святилище, окруженное статуями 8—9 метров высотой. Центр святилища — насыпь из мелких камней, на вершине горы, высотой 49,8 метров и шириной у основания 150 метров. Считается, что под насыпью находится захоронение Антиоха I Коммагенского. Края скалистой вершины, на которой находится святилище, с трёх сторон превращены в большие террасы.

## История
В 1882 и 1883 годах святилище было исследовано немецкими археологами Отто Пухштейном и Карлом Хуманом. В ходе археологических исследований Терезы Гоэлл, проведенных с 1954 по 1963 год, захоронение Антиоха так и не было обнаружено. В 1987 году археологические памятники на вершине горы были включены в список Всемирного наследия ЮНЕСКО.
Памятники Немрут-Дага фигурируют в одном из эпизодов фильма Самсара (2011).

## Фотографии

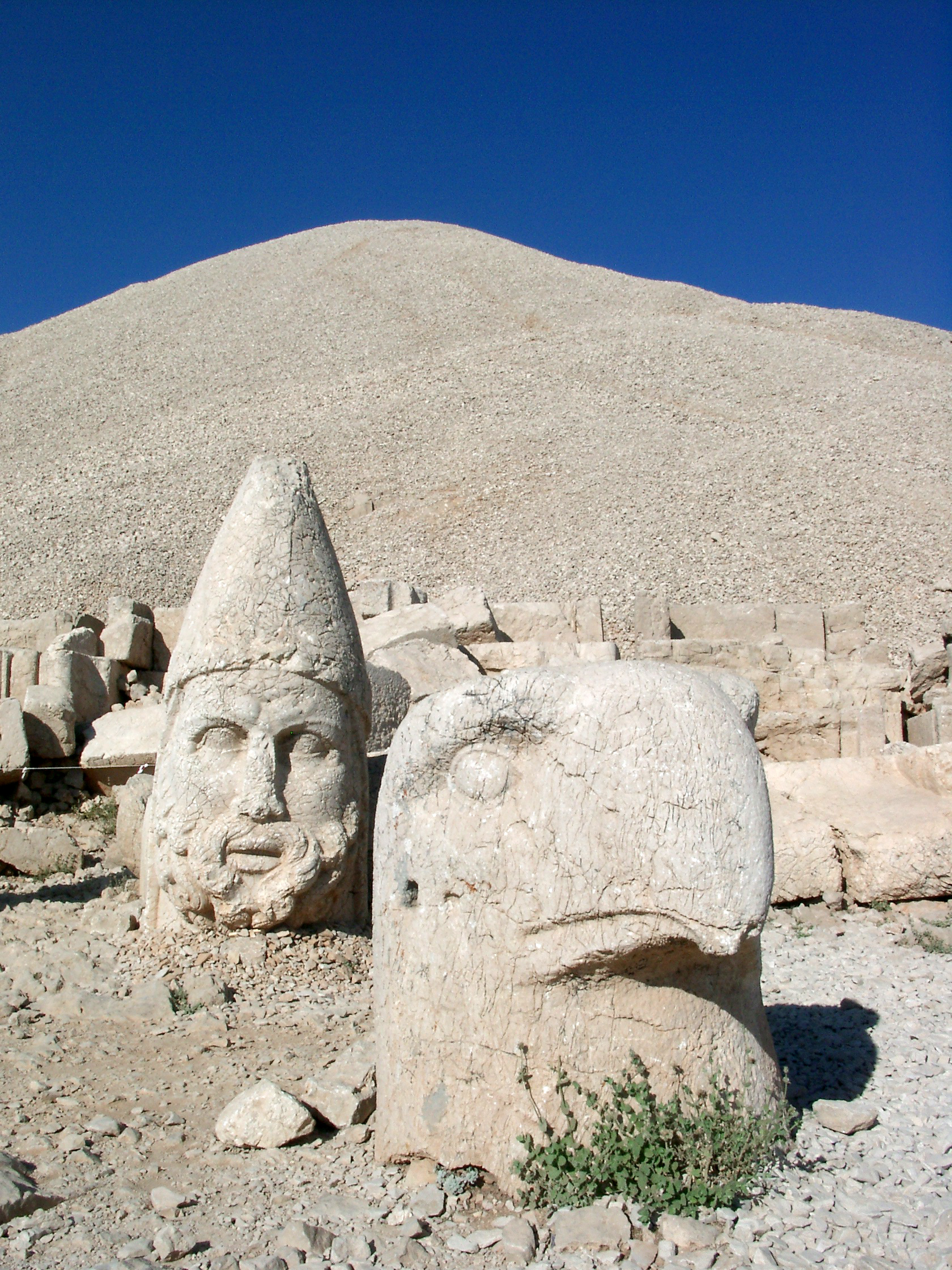
Некоторые из статуй близ вершины горы Немрут.
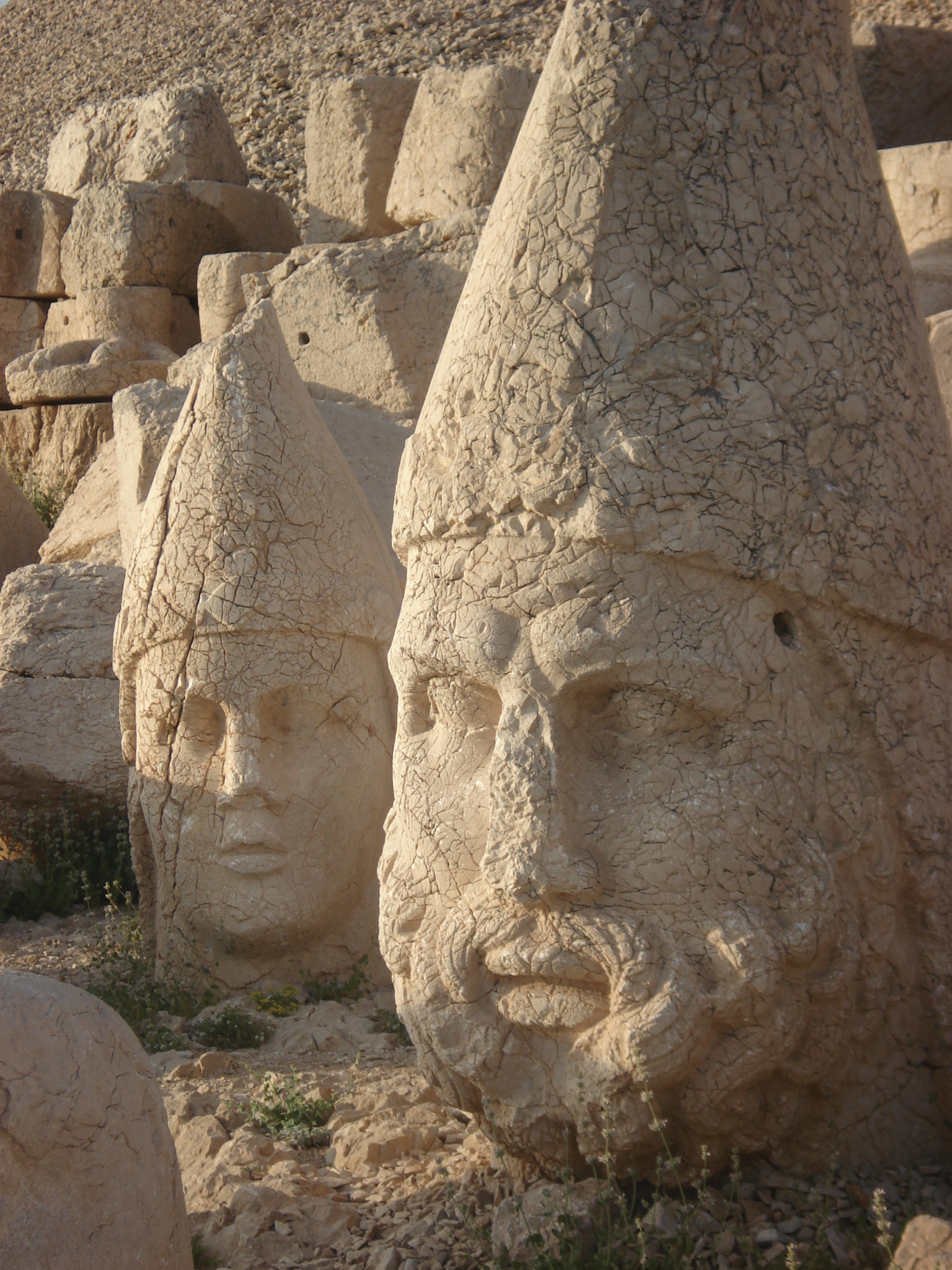
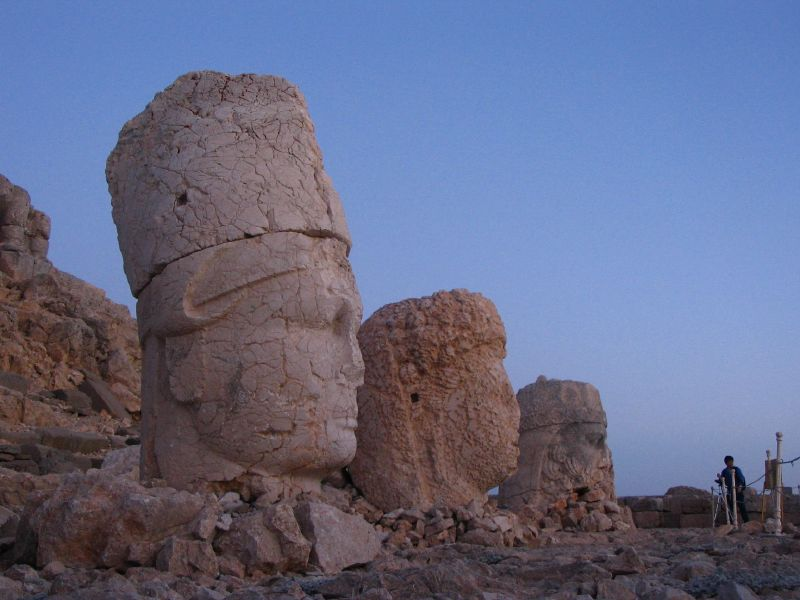
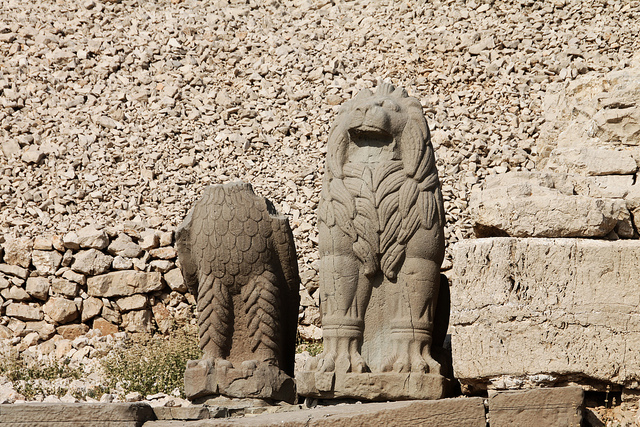
Статуи орла и льва.
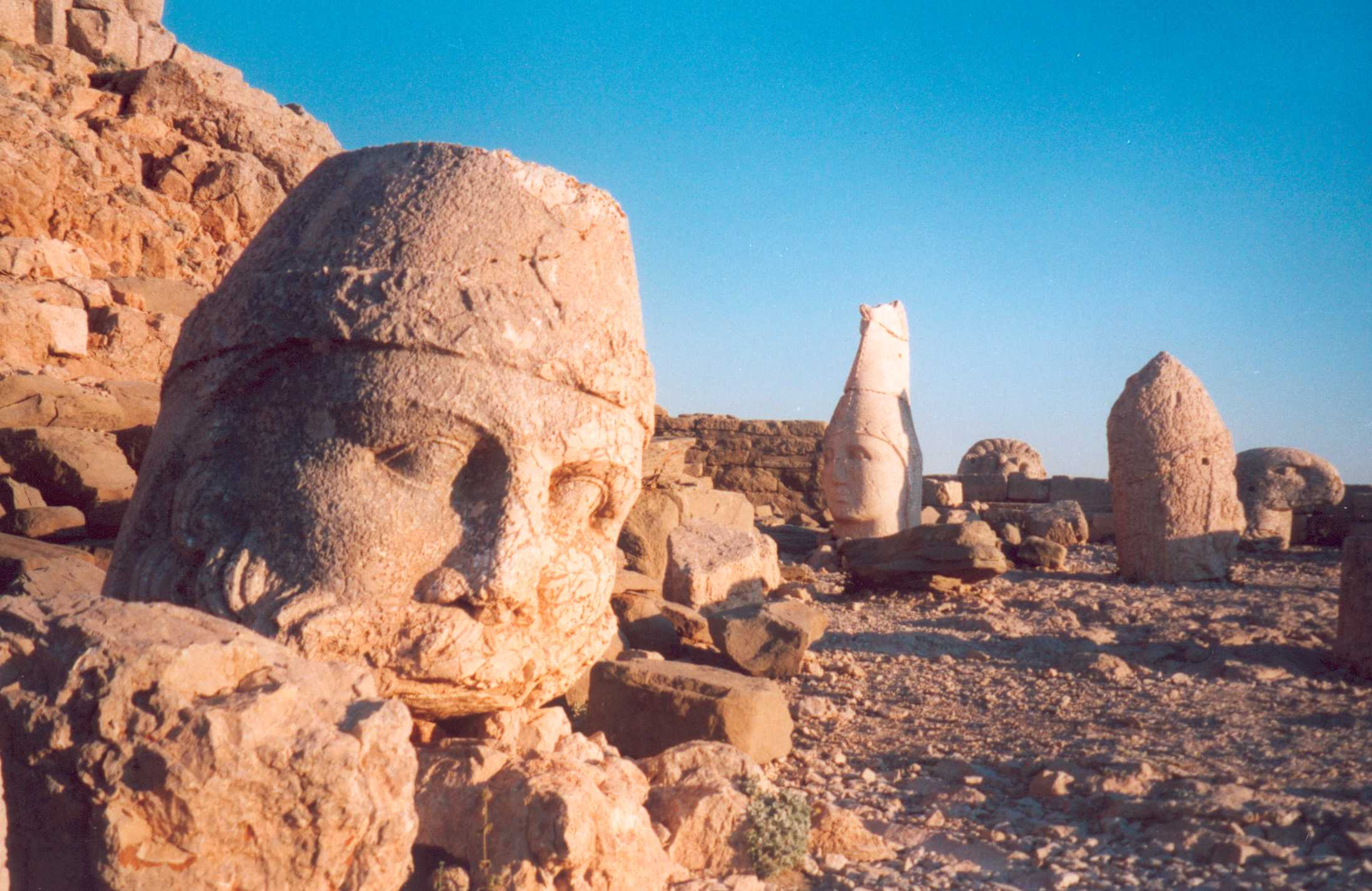
Зевс - Арамазд или Орма́зд
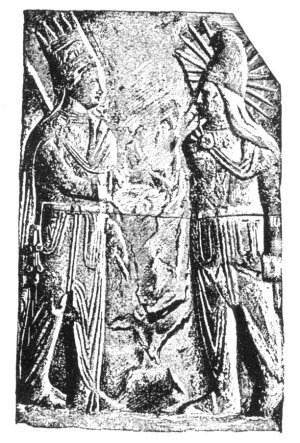
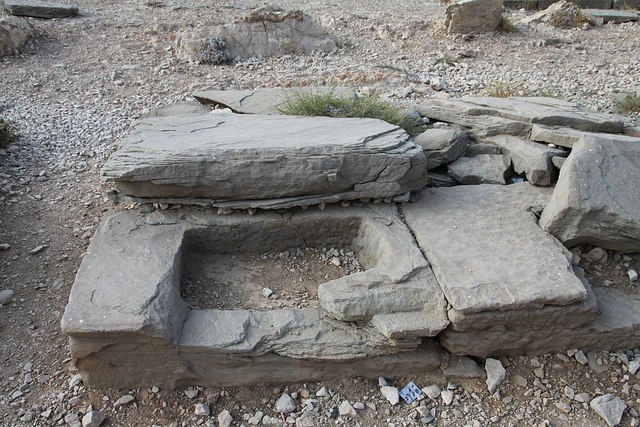
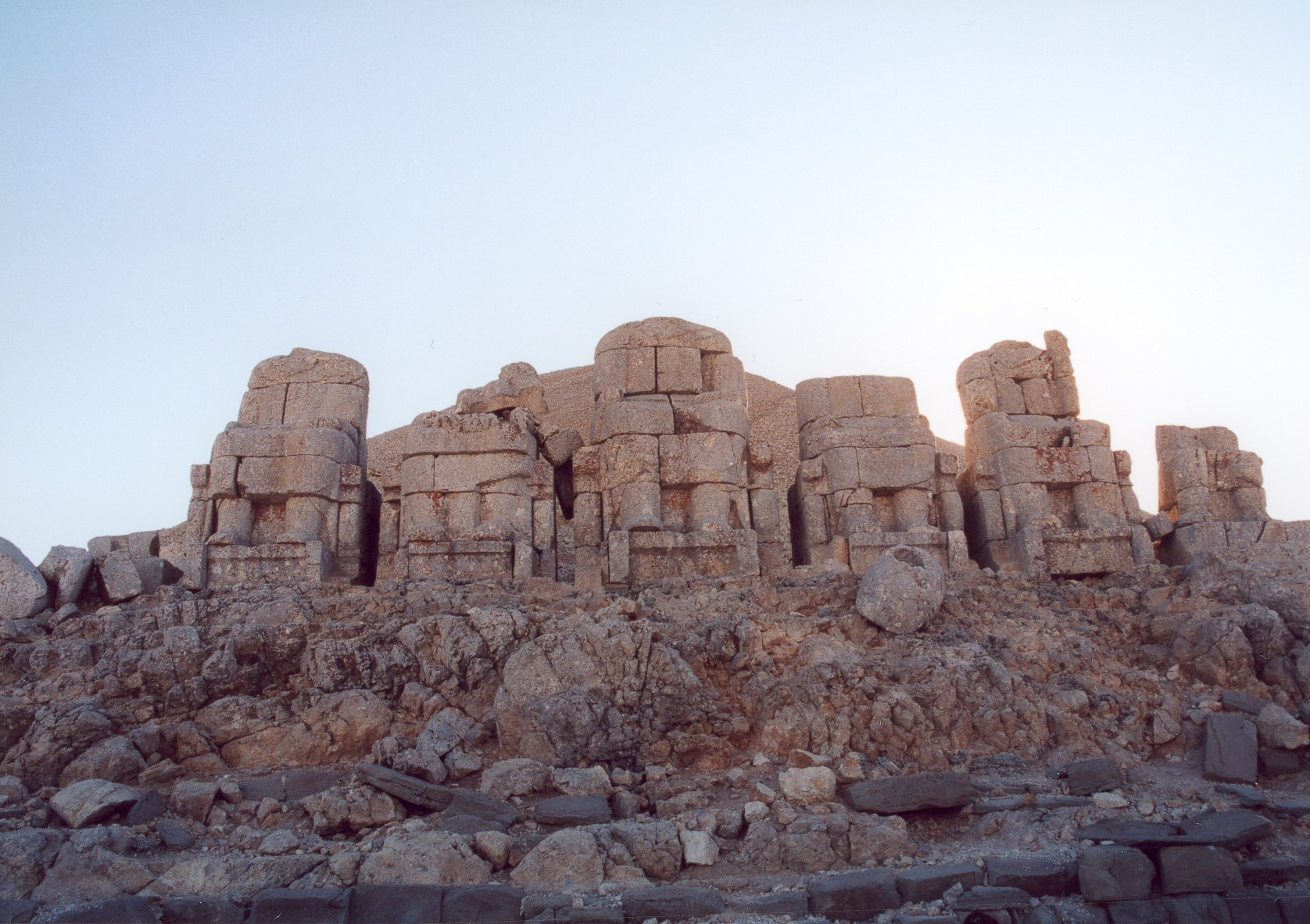
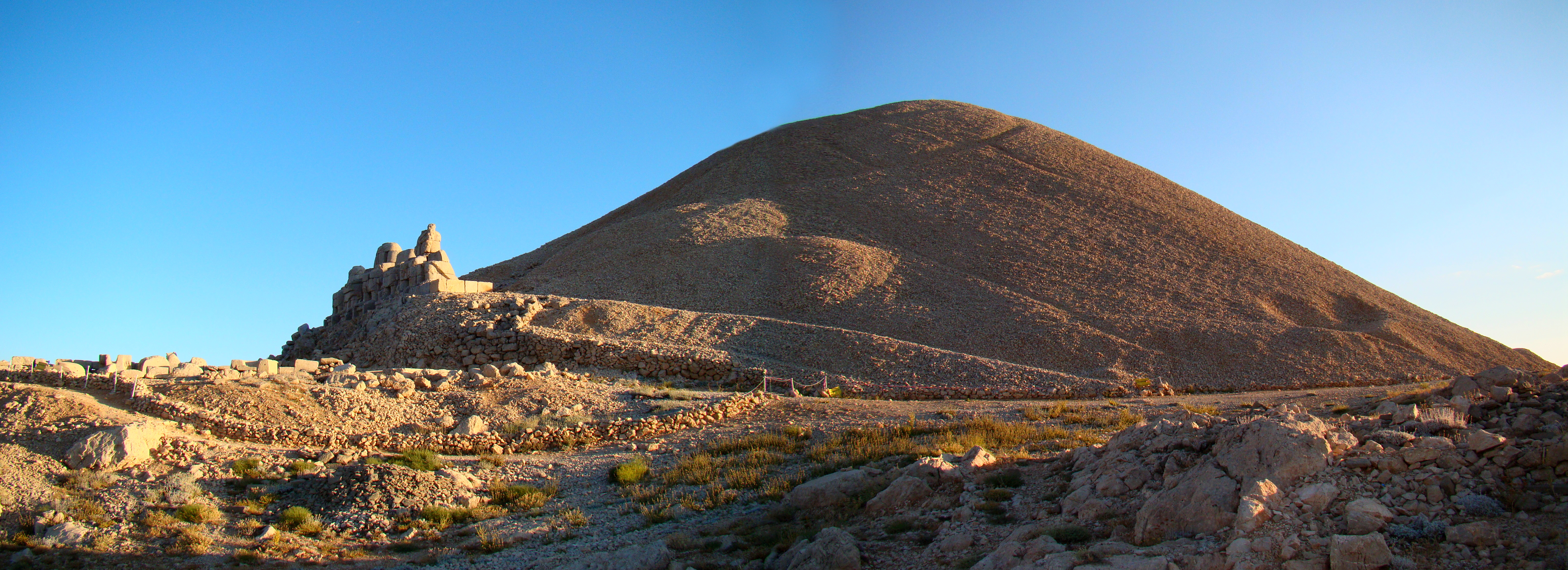
Вершина горы Немрут- предположительное местонахождение гробницы Антиоха.
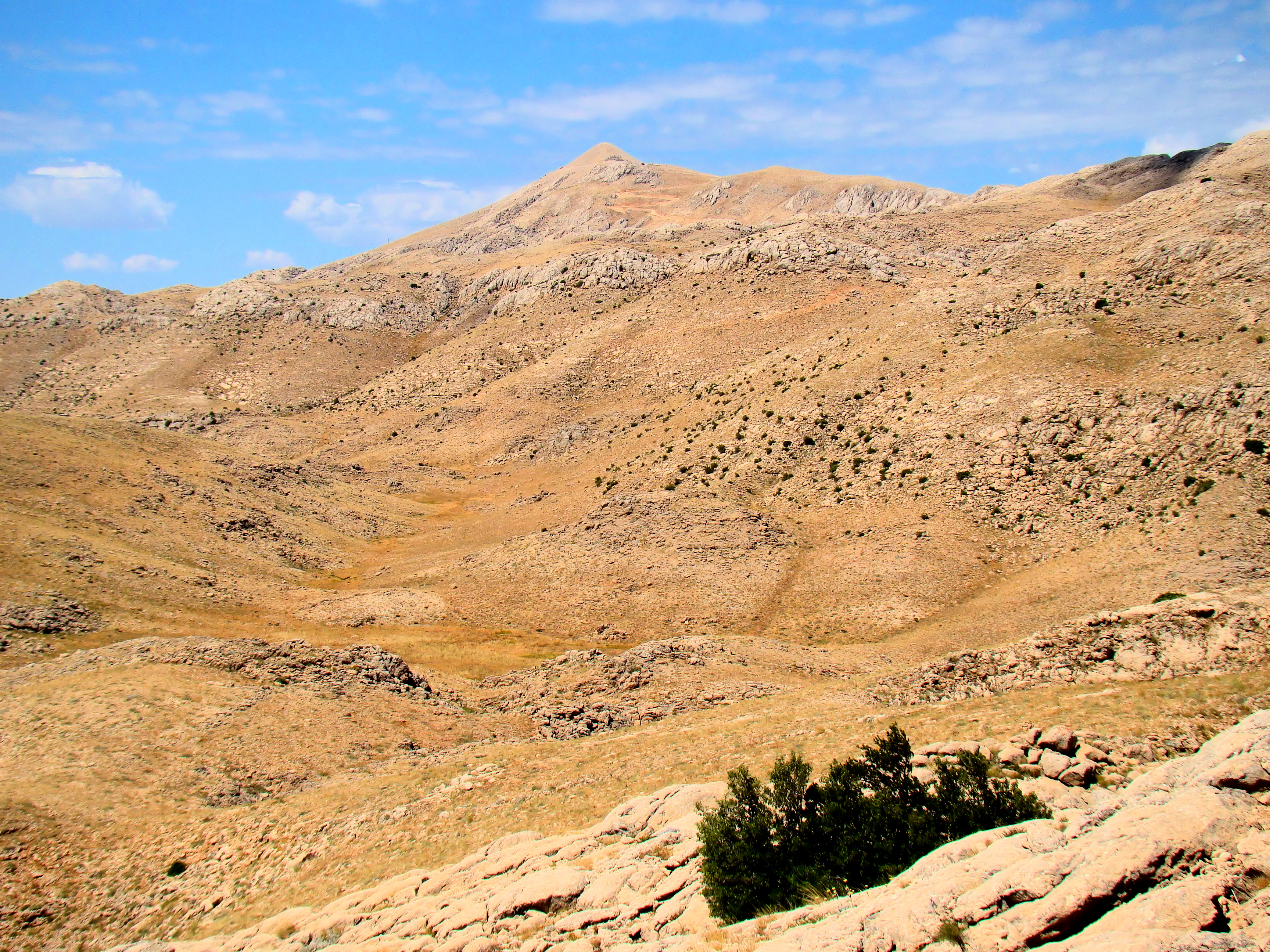
Вид на гору Немрут с севера-востока.